# Heinz Eduard Tödt
Heinz Eduard Tödt (* 4. Mai 1918 in Wester Bordelum; † 25. Mai 1991 in Hannover) war ein deutscher evangelischer Theologe und Sozialethiker. Er war Hochschullehrer der Theologie, zuletzt Professor der Systematischen Theologie an der Universität Heidelberg.

## Leben
Heinz Eduard Tödt wuchs als Pfarrerssohn, als drittes von sechs Kindern von Gudrun Tödt, geborene Husfeldt, und des Propstes Anton Tödt, in dem nordfriesischen Dorf Wester Bordelum, seit 1934 Teil Bordelums, auf. Wenige Jahre Schulzeit folgten in Neumünster, wo der Vater tätig war in einer Außenstelle der Ricklinger Anstalten der Inneren Mission. Seine weitere Kindheit und Jugend in Garding erlebte er auf Eiderstedt an der Nordsee, wohin der Vater Anton Tödt 1939 als Propst berufen wurde. Er besuchte in Husum als Fahrschüler das Hermann-Tast-Gymnasium und bestand dort am 1. Februar 1937 das altsprachliche Abitur. Er galt als begabter Schüler mit Vorlieben für alte Sprachen, las abends privat zusammen mit seinem Vater Tacitus auf Latein und übersetzte für sich selbst Platons Politeia als Gesamtwerk vom Griechischen ins Deutsche.
Den Konfirmandenunterricht bei seinem Vater hatte er in guter Erinnerung. Er war begeisterter Fußballjunge im Gardinger Sportverein und wurde 1933 Mitglied im Jungvolk. Als Hitlerjugendführer wurde er zu einem Auslesekurs in Potsdam eingeladen und lernte bei dieser Gelegenheit Joseph Goebbels, Alfred Rosenberg und Baldur von Schirach kennen. Als er hörte, wie man sich unter der Voraussetzung der Unvereinbarkeit von Kirche und Partei zum Christentum und zu den Kirchen zu verhalten gedenke, kam er zu dem Entschluss, wieder nach Hause zu fahren. Er wollte Theologie studieren.
Nach dem Abitur folgte der Arbeitsdienst und anschließend wurde er zum Wehrdienst eingezogen. Dann begann der Zweite Weltkrieg.
Tödt schildert in seiner Autobiographie seine Zeit als Soldat und später als Offizier in Einheiten der 30. Infanteriedivision in Polen, an der Westfront und im Russlandfeldzug. Er berichtet ausführlich vom Vormarsch an der Ostfront, von den Kämpfen im Kessel von Demjansk, vom Rückzug und den Abwehrkämpfen in Kurland. Als junger Hauptmann der Reserve wurde er am 2. September 1944 für seine Tapferkeit als Chef einer Batterie mit dem Ritterkreuz ausgezeichnet. Er beschreibt, wie er versucht habe, in schwierigen Situationen als Christ zu handeln. Er schildert die Niederlage, die fünf Jahre in sowjetischer Gefangenschaft, die Heimkehr und den Beginn seines Theologiestudiums, u. a. an der Universität Basel bei Karl Barth, sowie an den Universitäten Göttingen und Heidelberg. Im Jahr 1957 wurde er zum Dr. theol. an der Universität Heidelberg promoviert aufgrund einer neutestamentlichen Arbeit Der Menschensohn in der synoptischen Überlieferung bei Günther Bornkamm. Im selben Jahr heiratete er die promovierte Ilse Loges.
Von 1957 bis 1961 hatte er die Theologische Leitung des Evangelischen Studienwerks Villigst. Im Jahr 1961 begann seine Mitgliedschaft und Tätigkeit als Mitarbeiter bei der Forschungsstätte der Evangelischen Studiengemeinschaft (FEST). Von 1962 bis 1974 war er Mitglied der Marxismus-Kommission, von 1963 bis 1983 Professor für Systematische Theologie, Ethik und Sozialethik an der Universität Heidelberg.
Die Theologie und die Kirche verdanken ihm unter anderem die wissenschaftliche Gesamtausgabe der Werke Dietrich Bonhoeffers und Initiativen zur Friedensforschung.
Sein bedeutendster Schüler wurde Wolfgang Huber, der spätere Bischof und Ratsvorsitzende der EKD, der sich bei Tödt in Heidelberg habilitierte; promoviert hatte Huber im Fach Kirchengeschichte in Tübingen. In den sechziger Jahren, in den harten Auseinandersetzungen an der Universität Heidelberg mit engagierten Studenten der außerparlamentarischen Opposition und beim Beginn theologischer Friedensforschung gemeinsam mit Carl Friedrich von Weizsäcker war Tödt in Heidelberg die treibende Kraft und anerkannter Sprecher der Theologischen Fakultät.

## Veröffentlichungen
- Der Menschensohn in der synoptischen Überlieferung. 4. Auflage. 1978: (englisch London/Philadelphia 1965). Zugleich Dissertation 1957.
- mit Günter Howe: Frieden im wissenschaftlich-technischen Zeitalter. Kreuz, Stuttgart 1966.
- mit Trutz Rendtorff: Theologie der Revolution. 1968.
- Theologie und Völkerrecht. In: Georg Picht: Frieden und Völkerrecht. 1913, S. 13–169.
- mit Wolfgang Huber: Menschenrechte – Perspektiven einer menschlichen Welt. 2. Auflage. 1978.
- Rudolf Bultmanns Ethik der Existenztheologie. 1978.
- In der Zeitschrift für Evangelische Ethik (ZEE):
  - Theologie der Gesellschaft oder theologischen Sozialethik? Ein kritischer Beitrag über Wendlands Versuch einer evangelischen Theologie der Gesellschaft, in: ZEE 5 (1961), S. 211–241.
  - Rezension: Wolf-Dieter Marsch: Christlicher Glaube und demokratisches Ethos, dargestellt am Lebenswerk Abraham Lincolns. Ein Beitrag aus der Geschichte der Vereinigten Staaten von Amerika, Hamburg 1958, in: ZEE 6 (1962), S. 378 ff.
  - Rezension: Konrad Thomas: Die betriebliche Situation der Arbeiter (Göttinger Abhandlungen zur Soziologie; 9), Stuttgart 1964, in: ZEE 10 (1966), S. 119–122.
  - Ernst Troeltschs Bedeutung für die evangelische Sozialethik, in: ZEE 10 (1966), S. 227–236.
  - Bedeutung und Mängel der Genfer Weltkirchenkonferenz, in: ZEE 11 (1967), S. 2–19.
  - Das christliche Verständnis vom Menschen im gegenwärtigen sozialen Umbruch, in: ZEE 12 (1968), S. 333–348.
  - Die Lehre vom gerechten Krieg und der Friedensauftrag der Kirchen, in: ZEE 14 (1970), S. 159–173.
  - Versuch zu einer Theorie ethischer Urteilsfindung, in: ZEE 21 (1977), S. 80–93.
  - Kommentar: Vollversammlung des Lutherischen Weltbundes in Schwarzafrika, in: ZEE 21 (1977), S. 300–303.
  - Rezension: Martin Greiffenhagen; Sylvia Greiffenhagen: Ein schwieriges Vaterland. Zur politischen Kultur Deutschlands, in: ZEE 25 (1981), S. 234 f.
  - Die Ambivalenz des technischen Fortschritts als Thema christlicher Ethik, in: ZEE 25 (1981), S. 18–29.
  - Kommentar: Zur Sozialethik für Praktiker. Erwägungen zu einem Beispiel der Lehrerfortbildung von St. Blattner und S. Ley, in: ZEE 25 (1981), S. 301–304.
  - Rezension: Hans-Jürgen Prien: Die Geschichte des Christentums in Lateinamerika, Göttingen 1978, in: ZEE 26 (1982), S. 231–235.
  - Zum Verhältnis von Dogmatik und theologischer Ethik, in: ZEE 26 (1982), S. 29–39.
  - Rezension: Helmut Gollwitzer: Christentum/Demokratie/Sozialismus I. Aufsätze zu Christentum und Sozialismus (Argument Studienheft; 39) , Berlin 1980, in: ZEE 27 (1983), S. 335–338.
  - Rezension: Otto Dann: Gleichheit und Gleichberechtigung. Das Gleichheitspostulat in der alteuropäischen Tradition und in Deutschland bis zum ausgehenden 19. Jahrhundert (Historische Forschungen; 16), Berlin 1980, in: ZEE 28 (1984), S. 104 ff.
  - Rezension: Gisela Albrecht; Hartwig Liebich (Red.): Bekenntnis und Widerstand. Kirchen Südafrikas im Konflikt mit dem Staat. Dokumente zur Untersuchung des Südafrikanischen Kirchenrats durch die Eloff-Kommission, Hamburg 1983, in: ZEE 29 (1985), S. 349 ff.
  - Luthererinnerung im Gedenkjahr 1983. Sozialethische Aspekte des Lutherjubiläums in der Bundesrepublik, in: ZEE 29 (1985), S. 409–437.
  - Verdrängte Verantwortung. Evangelische Theologie und Kirche angesichts der vierzigsten Wiederkehr des Tages des Kriegsendes, in: ZEE 29 (1985), S. 127–138.
  - Glauben und politische Einstellung bei Rudolf Bultmann. Anmerkungen zum Beitrag Walter Rebells, in: ZEE 31 (1987), S. 183–189.
- Veröffentlichungen in den Marxismusstudien:
  - Die Marxismus-Diskussion in der ökumenischen Bewegung, in: Marxismusstudien (1969), S. 1–42.
- Theologische Perspektiven nach Dietrich Bonhoeffer. Herausgegeben von Ernst-Albert Scharffenorth, Gütersloh 1993.
- Komplizen, Opfer und Gegner des Hitlerregimes. Zur „inneren Geschichte“ von protestantischer Theologie und Kirche im „Dritten Reich“. Herausgegeben von Jörg Dinger und Dirk Schulz, Gütersloh: Chr. Kaiser 1997.
- Wagnis und Fügung. Anfänge einer theologischen Biographie: Kindheit in der Republik, Jugend im Dritten Reich. Fünf Jahre an den Fronten des Zweiten Weltkriegs. Fünf Jahre Gefangenschaft in sowjetrussischen Lagern. Mit der Trauerpredigt von Wolfgang Huber, Berlin 2012.